# Melitaea caucasicola
Melitaea caucasicola är en fjärilsart som beskrevs av Leo Andrejewitsch Sheljuzhko 1940. Melitaea caucasicola ingår i släktet Melitaea och familjen praktfjärilar. Inga underarter finns listade i Catalogue of Life.